# Мокрицький Сергій Євгенович
Сергій Євгенович Мокрицький (рос. Сергей Евгеньевич Мокрицкий; нар. 18 лютого 1961) — російський режисер, оператор, та сценарист українського походження. Член Союзу кінематографістів Росії та Гільдії кінооператорів Союзу кінематографістів Росії.

## Біографія
Сергій Мокрицький народився у селі Поліянівка, що на Житомирщині. Закінчивши школу в 17 років, поступив у Херсонське морехідне училище. У 1980 році проходив стажировку в Криму на військовому кораблі «Красний Кавказ». З 1981 року працював радистом на Дунайському пароплавстві.
Невдовзі зацікавився кінематографом і у 1983 році взяв участь в одеському конкурсі аматорських фільмів та зайняв у ньому третє місце. У 1986 році з третьої спроби поступив на операторський факультет Всеросійського державного інституту кінематографії (майстерня Олександра Ґальперіна). У період навчання проходив практику у 1988 році на Одеській кіностудії. Після закінчення навчання в 1991 році працював на Одеській кіностудії та на «Мосфільмі».
З 1997 по 2002 працював оператором для ТБ. Упродовж 1997—2004 років працював оператором телепередачі «Ляльки» на каналі НТВ.
У 2000 році разом з кількома іншими кінематографістами заснував у Москві кіностудію «ЧБК-фільм». З 2005 року співпрацює зі студією «Нові люди».
У 2008 році зрежисирував свій перший повнометражний художній фільм — «Чотири пори кохання», який у тому ж році потрапив в основну конкурсну програму найпрестижнішої російської кінопремії «Кінотавр». У 2015 зняв свій перший фільм-блокбастер, що став 5-тим найкасовішим фільмом Росії за результатами 2015 року.

## Фільмографія
Режисер:
Телебачення
- 2007 — «Спецгрупа» (рос. Спецгруппа), телесеріал
- 2009 — «Черчилль» (рос. Черчилль), телесеріал
- 2019 — «Чернетка» (рос. Черновик), телесеріал

Повнометражні художні фільми
- 2008 — «Чотири пори кохання» (рос. Четыре возраста любви)
- 2012 — «День вчителя» (рос. День учителя)
- 2015 — «Незламна» (рос. Битва за Севастополь)
- 2016 — «Я — вчитель» (рос. Я — учитель)
- 2018 — «Чернетка» (рос. Черновик)

## Скандали
В інтерв'ю російському виданні «РІА» у 2015 році Мокрицький зізнався що має помешкання у окупованому Росією кримському місті Севастополі (на додачу до його помешкання у Москві), куди він за власним зізнанням регулярно їздить порушуючи державний кордон України.